# Trzynasty wojownik
Trzynasty wojownik – film przygodowy z elementami fantasy z roku 1999 w reżyserii Johna McTiernana na podstawie powieści Zjadacze umarłych Michaela Crichtona, osnuty swobodnie na północnej wyprawie arabskiego podróżnika Ahmada ibn Fadlana. W głównej roli występuje Antonio Banderas.

## Fabuła
Arabski poeta Ahmad ibn Fadlan (Antonio Banderas) zostaje wysłany przez kalifa na nadczarnomorskie stepy, gdyż w Bagdadzie był niepożądanym konkurentem do ręki kobiety wysokiego rodu. W drodze przyłącza się do napotkanej grupy wikingów i wędruje do ich królestwa, które jest w niebezpieczeństwie. Odkrywa, że ma wziąć udział w wyprawie przeciwko legendarnym potworom, które od wieków terroryzują społeczność wikingów. Stara saga głosi, że potwory zostaną pokonane przez dwunastu najlepszych wojowników, ale tylko wtedy, gdy przyłączy się do nich trzynasty, który nie jest wikingiem. 
Fabuła stanowi luźną adaptację skandynawskiej sagi o Beowulfie.

## Obsada
- Antonio Banderas – Ahmad ibn Fadlan
- Vladimir Kulich – Buliwyf
- Dennis Storhoei – Herger Wesoły
- Daniel Southern – Edgtho Milczący
- John DeSantis – Ragnar Srogi
- Neil Maffin – Roneth
- Clive Russell – Helfdane Gruby
- Omar Sharif – Melchisedek
- Diane Venora – królowa Weilew
- Maria Bonnevie – Olga
- Richard Bremmer – Skeld Przesądny